# 島津忠辰
島津 忠辰（しまづ ただとき）は、戦国時代から安土桃山時代にかけての武将。薩摩国島津氏の分家・薩州家7代（最後の）当主。

## 略伝
豊臣秀吉の九州平定では肥後国方面にあり八代南方の高田（こうだ、現在の肥後高田駅近辺）を守っていたが、肥前国島原の有馬晴信の裏切りによって本領出水に撤退。天正15年（1587年）4月、秀吉に降伏し本領を安堵された。
文禄2年（1593年）、朝鮮出兵の際には島津義弘に属して出兵することになっていたが、義弘と陣立を別にしてくれるよう秀吉に直訴。秀吉は忠辰の願いを聞き入れなかったため、やむなく義弘と共に玄界灘を渡ったものの病気と称して上陸しなかった。この忠辰の行動は秀吉の激怒をかい、同年5月1日、肥後宇土城主の小西行長に身柄を預けられ（他説あり）幽閉された上で改易を申し渡された（忠辰の領地は細川幽斎と石田三成に分与された）。それからほどなくして、朝鮮加徳島の小西陣中にて病死した。享年28。

## 補注
1. ↑  島津氏側の史料では「忠辰が勝手に秀吉に寝返ったばかりか、秀吉軍の道案内までした」と強烈に非難しているものが多い。ただし、この話は同時代史料には見られず、後世に書かれた史料にしか出てこないため、信憑性は薄いとされている。